# Tramadol
Tramadól je centralno delujoč polno sintetični analgetik ter zaviralec ponovnega privzema noradrenalina in serotonina, ki ne povzroča sproščanja histamina in ni v sorodu z morfinskimi alkaloidi v opijskem maku (Papaver Somniferum). Spada med šibke centralno delujoče opioidne analgetike, kamor spadajo tudi na primer dihidrokodein, kodein, dekstropropoksifen.
Na tržišču je med drugim pod zaščitenim imenom Tramal®. Običajno se tramadol v zdravilih nahaja v obliki soli s HCl. Na trgu so pripravki za intravensko in intramuskularno injiciranje ter za peroralno aplikacijo.
Tramadol predstavlja dobro alternativo drugim opioidom za zdravljenje akutne in kronične bolečine. Njegova prednost pred ostalimi opioidi je v tem, da je manj nevaren za razvoj zaviranja dihanja, da povzroča manj zaprtja in je manj nevaren za zlorabo in odvisnost.

## Delovanje
Tramadol je agonist na GABA-receptorjih, noradrenergičnih in serotonergičnih receptorjih. Tramadol izkazuje desetkrat manjši analgetični učinek kot morfin (ima potenco 0,1 - morfin je osnova za določanje analgetičnega učinka in ima primerjalno vrednost potence 1,0). Zato so potrebni večji odmerki za dosego enakega učinka kot pri morfinu - odmerki zanašajo okoli 50–100 mg.
Analgetični učinek je posledica vezave na opioidne receptorje, in sicer na μ-receptorje. Zavira tudi privzem serotonina in noradrenalina v presinaptične nevrone, kar dodatno ojača protibolečinski učinek.
Tramadol je povsem sintezna učinkovina, kar je posebnost med opioidnimi spojinami. Izkazuje manjšo afiniteto do μ-receptorjev. Prednost tramadola je njegova nizka organotoksičnost.

## Neželeni učinki
Pojavijo se lahko neželeni učinki, kot so znojenje, sedacija ali zmedenost. Zaradi nizke afinitete do μ-receptorjev v terapevtskih odmerkih ne vpliva na dihalni center in na krvni tlak v pljučih. Pri injiciranju se pogosto pojavi hujša slabost, zato se navadno daje skupaj z antiemetikom. Vpliv na srčni utrip in krvni tlak je skorajda neznaten.Pri višjih odmerkih je nevarnost konvulzij.

## Zasvojljivost
Pri dolgotrajnejšem jemanju se lahko pojavita telesna in duševna zasvojenost. Pri prenehanju jemanja se lahko po nekaj dneh pojavi odtegnitveni sindrom, ki se kaže kot povečano občutenje bolečine in nelagodnost.